# 목마와 숙녀
《목마와 숙녀》는 한국에서 제작된 이원세 감독의 1976년 영화이다. 하명중 등이 주연으로 출연하였고 강대진 등이 제작에 참여하였다.

## 출연

### 주연
- 하명중
- 정윤희
- 최불암
- 정규영